# Tyska orden

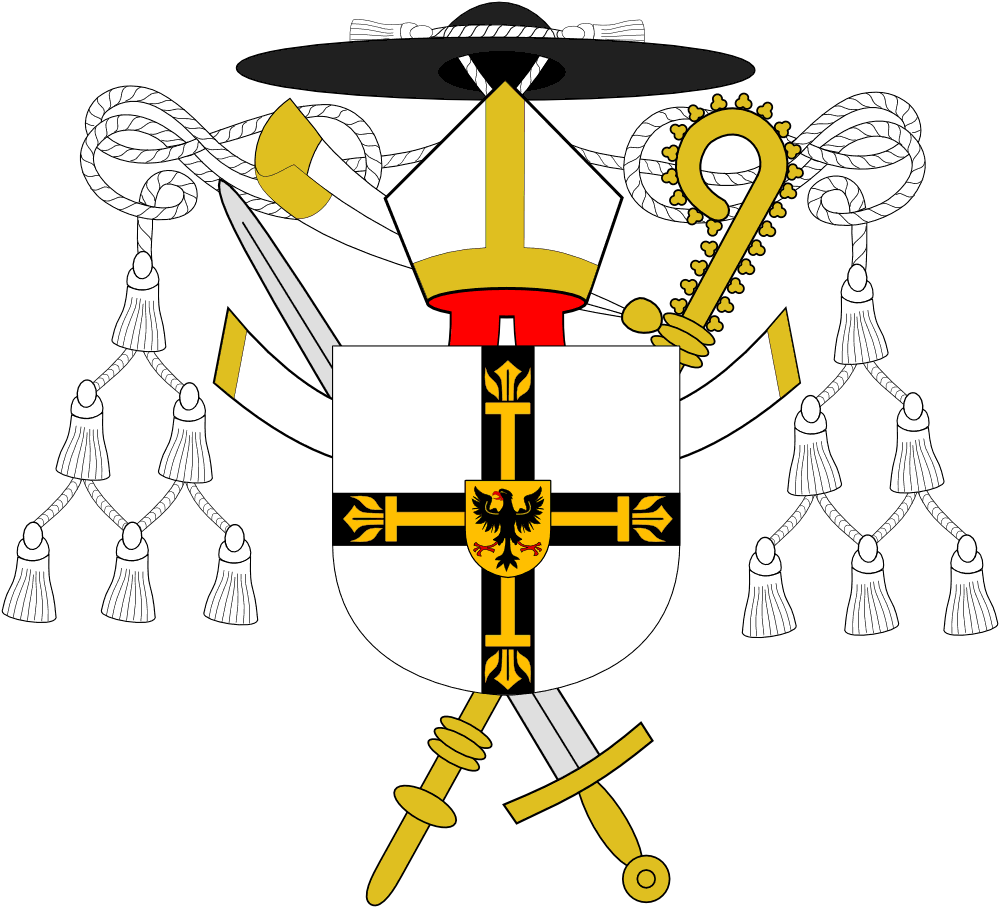
Vapensköld tillhörande ordens högmästare i dess nuvarande form.
Motto: Att hjälpa och bota

Tyska ordens kors (nuvarande utformning).

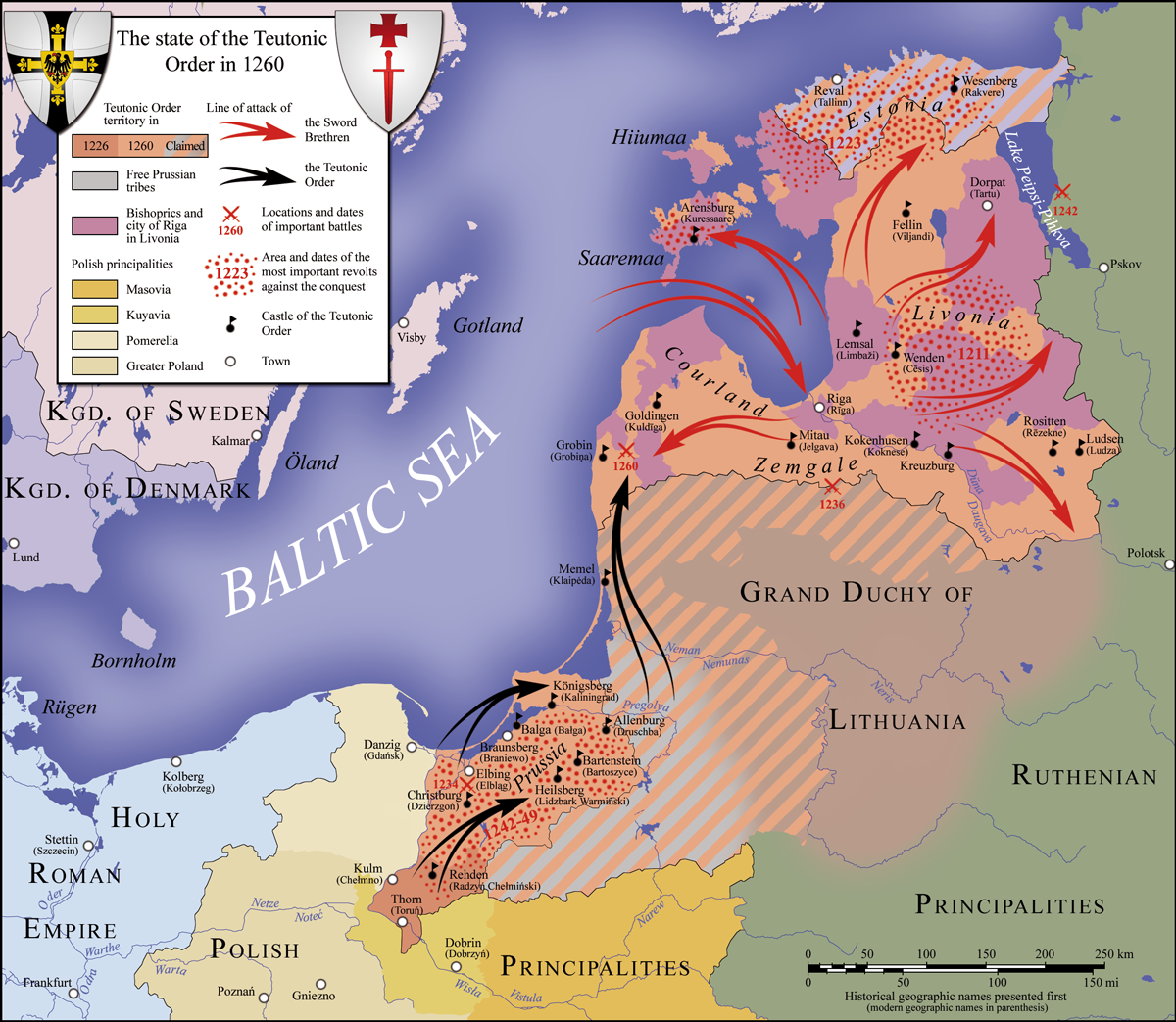
Tyska orden 1260.

Tyska orden (tyska: der Deutsche Orden, Deutschorden; latin: Ordo domus Sanctæ Mariæ Theutonicorum Hierosolymitanorum, "Orden av vår Frus den heliga Marias tyska hus i Jerusalem") är en kristen riddarorden grundad i slutet av 1100-talet som en sjukvårdande orden. Från 1198 blev dock orden även militär. Den upplöstes 1809 men återupprättades 1834 som en orden inom Romersk-katolska kyrkan, fokuserad på sjukvård och välgörenhet. År 1929 ombildades den till en rent andlig orden, utan militära intressen.
Orden kom redan från början av 1200-talet att ha mycket stor del av sin verksamhet i Östeuropa. Den stat som orden upprätthöll från 1200- till 1500-tal kallades Ordensstaten eller Tyska ordensstaten.
Korsriddarna inom Tyska orden har bland annat kallats korsherre (jämför tempelherre).

## Ordens första tid

### Ordens grundande
Tyska orden grundades ursprungligen som ett brödraskap av köpmän från Bremen och Lübeck under det tredje korståget vid belägringen av Acre (dagens Akko i Israel), 1189-1190. Acre förblev ordens huvudsäte tills staden föll 1291.
Ordens syfte var primärt att ta hand om de sjuka och sårade soldaterna under belägringen. Till en början drev man ett lasarett i Jerusalem för främst tyska kristna pilgrimer till Heliga landet.
På vägen till det Heliga landet dog befälhavaren för de tyska styrkorna, Fredrik I Barbarossa. Många tyskar återvände då hem. De som blev kvar i korståget blev sämre behandlade än korsfararna från Frankrike och England. Rikard Lejonhjärta förolämpade och förnedrade dem, och när de blev sjuka fick de mindre hjälp av Johanniterorden eftersom de i första hand hjälpte sina landsmän.
Orden godkändes snart av påven och antog då Johanniternas ordensregel. Orden tog sedan hand om sjuka fram till år 1198 då den med påvens godkännande omvandlades till en riddarorden. Det beslutades att orden även i fortsättningen skulle använda sig av johanniternas ordensregel när det kom till sjukvård, dock skulle de använda sig av tempelherrarnas ordensregel i alla andra sammanhang.
Ordens högkvarter kom att förläggas till Acre och det var i området kring denna stad som Tyska ordens makt var koncentrerad. Orden hade dock även en del utposter i Lillarmenien.

### Ungern
År 1211 ingicks ett avtal mellan Andreas II av Ungern och högmästaren Hermann von Salza i vilket Tyska orden tilläts slå sig ner i sydöstra Ungern (Transsylvanien) och undantogs från att betala skatter och avgifter. I gengäld skulle orden skydda Ungern från de hedniska kumanernas anfall. Tillsammans med invandrade tyska nybyggare uppförde orden borgar i detta område för att förstärka sin makt. Snart kunde orden även ta till offensiven mot kumanerna och erövrade stora områden, dock skapade detta också mycken avundsjuka bland de ungerska adelsmännen.
Trots att Andreas II själv förblev vänligt inställd till orden ökade spänningen mellan ungrarna, speciellt kronprins Béla, och ordensbröder successivt. Hermann von Salza som fruktade vad som skulle hända vid Bélas trontillträde försökte därför göra orden mer självständig. Detta lyckades han med då han fick Honorius III att direkt underställa ordens territorium i Ungern påven. Detta blev dock för mycket för Andreas II som gjorde en helomvändning i frågan om orden och körde ut dem ur sitt rike. De tyska nybyggarna som hade odlat upp marken blev kvar i området och deras ättlingar kom att utgöra en betydande minoritet fram till 1945 då många av dem fördrevs av den dåvarande rumänska regimen. Det finns dock fortfarande kvar Rumänientyskar i området. Tyska ordens misslyckande i Ungern innebar en prestigeförlust och ledde till minskade ekonomiska donationer.

### Etablering i Preussen
År 1225 erbjöds Tyska orden land av Konrad av Masovien på gränsen till Preussen men det kom att dröja till 1228 innan orden skickade de första 28 riddarna till Preussen. Slottet Vogelsang, ordens första i Preussen, byggdes snart och dess makt stärktes när landmästare Hermann Balk anlände med förstärkningar år 1230. Han krävde också större självstyre från Konrad av Masovien för att undvika ett fiasko liknande det i Ungern. År 1233 anlände en stor korsfarararmé vilket gav orden möjlighet att påbörja en snabb expansion i Preussen. År 1233 besegrade polska korsfarare från Masovien och Pommern, tillsammans med ordensriddarna, under en korstågsexpedition de icke-kristna sudauerna vid Sirguna i Preussen. Följande år deltog många polska hertigar ur ätten Piast i ännu ett fälttåg arrangerat av orden mot de hedniska sudauerna och pruserna nordöst om floden Wisłas nedre lopp.

## Expansion i Baltikum

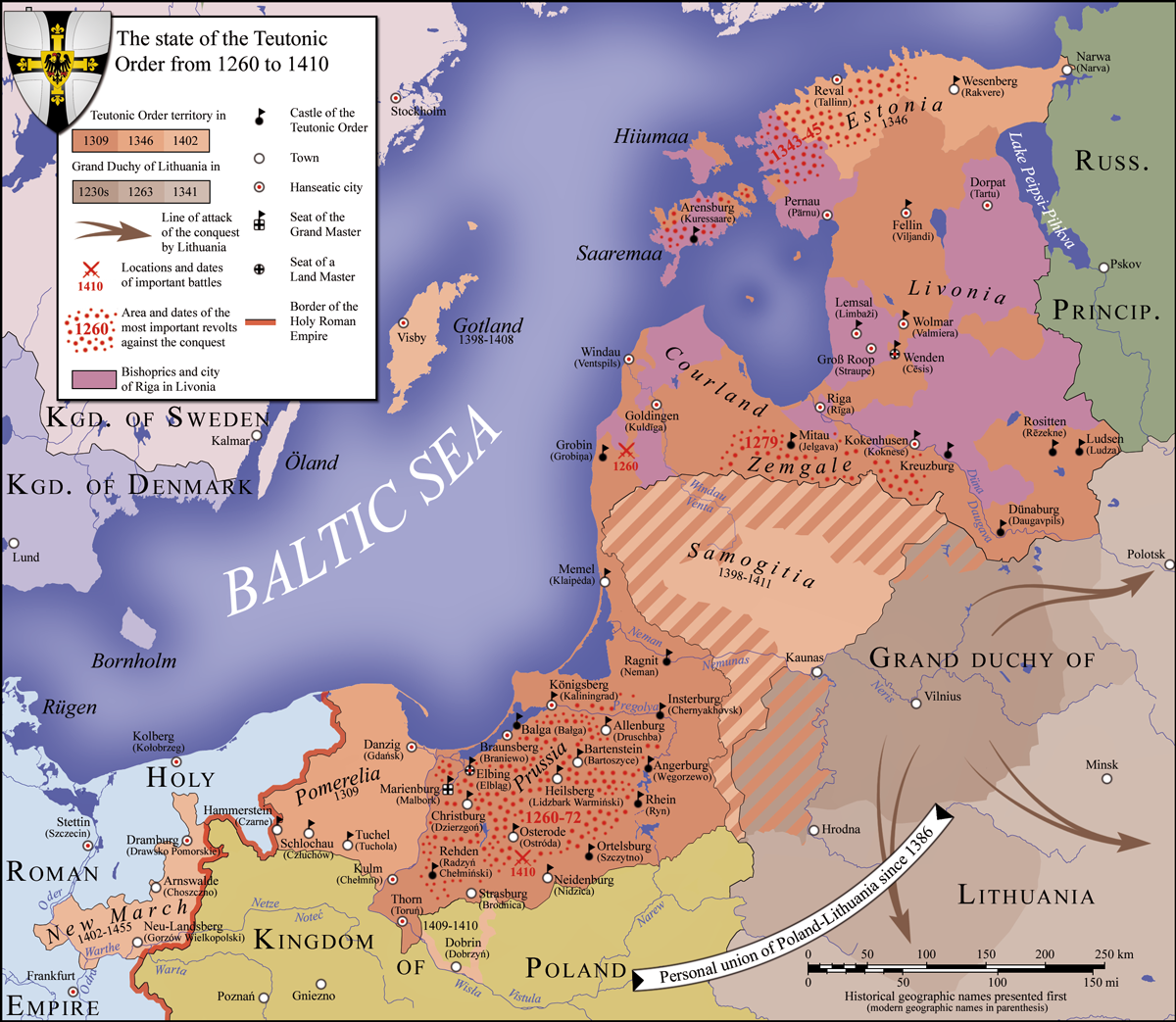
Tyska ordens utbredning 1410.

### Preussen
Under de första åren expanderade orden snabbt fram till dess att pruserna, med stöd av den kristne Svantepolk av Pommerellen, revolterade mot orden under 1240-talet. Därefter följde en tid av fortsatt expansion. Mellan 1251 och 1253 rasade således strider mellan den preussiska/prusiska icke-kristna befolkningen i Preussen och sudauer på den ena sidan och Tyska orden, förstärkt med polska korsfarare på den andra. Kung Ottokar II av Böhmen deltog 1254 i ett korståg mot de baltiska pruserna varefter staden Königsberg, idag Kaliningrad, grundades. År 1257 tvingade en stor korsfararhär, återigen innefattande Ottokar II av Böhmen, samogiterna att lägga ner sina vapen. De tog dock upp vapnen igen år 1259 och besegrade orden i slaget vid Durben, varefter det andra prusiska upproret bröt ut vilket band ordens resurser fram till 1270-talet.
När natangierna, varmierna och barterna lade ner vapnen i början av 1270-talet förflyttades ordens positioner långt österut vilket förde orden i kontakt med de starka sudauerna. Orden under ledning av Konrad von Thierberg koncentrerade dock sina styrkor norrut mot nadrauerna och schalauerna varvid ordensmakten utvidgades i nordöstlig riktning.
Sudauerna gjorde räder långt in i Preussen under sin ledare Skumund under denna tid vilket utlöste det tredje prusiska upproret år 1275. Efter att ha lidit nederlag mot orden år 1276 fick Skumund även hjälp av litauerna men orden kunde dock snart gå på offensiven och tvingade år 1281 Skumund att fly Sudauen. Det sista motståndet krossades 1283 varefter den återstående sudauiska befolkningen förflyttades västerut. Därefter drog sig orden tillbaka från Sudauen, då det ansågs för svårt att försvara.

### Livland och Novgorod
Efter Svärdsriddarordens katastrof vid Saule  utbröt stora uppror i Livland. Den kraftigt försvagade orden var inte stark nog att slå ner dessa och föreslog en sammanslagning med Tyska orden. Tyska orden accepterade detta, dock på villkor som den själv dikterade, och kom på så sätt i kontroll av Livland. Det första orden fick ta itu med var Svärdsriddarordens gamla konflikt med Danmark rörande Estland. I fördraget i Stensby år 1238 beslutades att norra Estland skulle återlämnas till Danmark, Tyska orden fick dock behålla den södra delen.
När så de kristna makterna i Livland hade fått slut på sina inre konflikter kunde de tillsammans starta en offensiv mot Republiken Novgorod. År 1240 ryckte en här sammansatt av korsfarare från Tyskland, ester, landsflyktiga ryssar från Pskov, danskar under de båda prinsarna Knut och Abel samt en mindre del ordensriddare norrut. Orden var istället sysselsatt med ett uppror på Ösel och kunde därför avvara en mindre styrka. Innan vintern kom lyckades hären inta Pskov. Vid samma tid avancerade även den mot Novgorod men blev besegrad av en armé under Alexander Nevskijs ledning vid Neva. Våren 1241 avancerade den livländska hären återigen, dock utan danskarna då de båda prinsarna på grund av kung Valdemar Sejrs död inte kunde delta i offensiven. En borg anlades öster om Neva och landet härjades nästan ända bort till Novgorod. Förutom detta verkar dock inte armén ha lyckats åstadkommit särskilt mycket detta år.
I slutet av 1241 var det istället Novgorods tur att gå på offensiven. Under Alexander Nevskijs befäl intog de det av korsfararhären byggda slottet. Nästföljande mars intogs även Pskov varefter han marscherade in i Livland men drog sig tillbaka då hans spanare mötte på hårt motstånd. Hans styrka på 6 000 man förföljdes av en ordensarmé på 2 000 man. De två arméerna möttes vid Peipussjön där Alexanders soldater besegrade ordensarmén. Alexander valde dock att inte fortsätta kriget mot Tyska orden, förmodligen eftersom han skulle ha svårt att erövra några större landområden på grund av ordens många borgar samt att Novgorod vid denna tid var hotat av mongolerna.
Nästa konflikt mellan Novgorod och Tyska orden bröt inte ut förrän efter det tredje prusiska upproret 1259. Novgorodiska styrkor ingick då en allians med den litauiska kungen Mindaugas och invaderade Estland samtidigt som han gick till anfall längre söderut. De båda styrkorna drog sig dock tillbaka när de inte lyckades uträtta något nämnvärt.
År 1267 invaderade novgorodiska trupper återigen Estland, befälhavarna över dessa styrkor bråkade inbördes och efter en kort belägring av Wesenberg drog de sig tillbaka. Efterföljande år återkom ryssarna med en stor armé under Dmitrij av Perejaslavl, Alexander Nevskijs son. Den ryska hären mötte en ordensarmé vid Maholm den 23 januari som följdes av en förvirrad strid vid floden Kegola den 28 februari. Efter dessa strider var båda sidor krigströtta varvid fred kom att råda mellan dem för lång tid framöver.

### Polen
Sedan ordens grundande hade dess relationer till Polen i allmänhet varit bra, detta ändrades dock i början av 1300-talet när en av de polska tronpretendenterna, Vladislav I, år 1306 beordrade att den ledande familjen i Pomerellen skulle gripas för förräderi. Dessa vädjade då till Brandenburg som också hade anspråk på Pomerellen varefter landet invaderades av Brandenburg. Brandenburgarna intog hela Pomerellen utom Danzigs borg. Då borgherren behövde hjälp vädjade han till Vladislav om förstärkningar, men han uppmanade borgherren att istället vädja till Tyska orden. År 1308 anlände ordensstyrkorna och drev bort de brandenburgska trupperna från Danzig. Ett uppror bröt ut i staden som hade största stöd hos de inflyttade tyska köpmännen och dessa kom att drabbas särskilt hårt när orden med våld slog ner upproret. Tyska orden drev ut de brandenburgska styrkorna ur resten av Pomerellen och begärde att Vladislav skulle betala 10 000 mark för ordens tjänster. Vladislav vägrade vilket ledde till att orden beslöt sig för att behålla Pomerellen, som därefter kallades för Västpreussen, tills att man kunde komma överens om ett avtal med Vladislav. Orden köpte senare Brandenburgs anspråk på Västpreussen för 10 000 mark och ansåg sig därefter vara legitim ägare till området vilket försämrade relationerna till Polen.

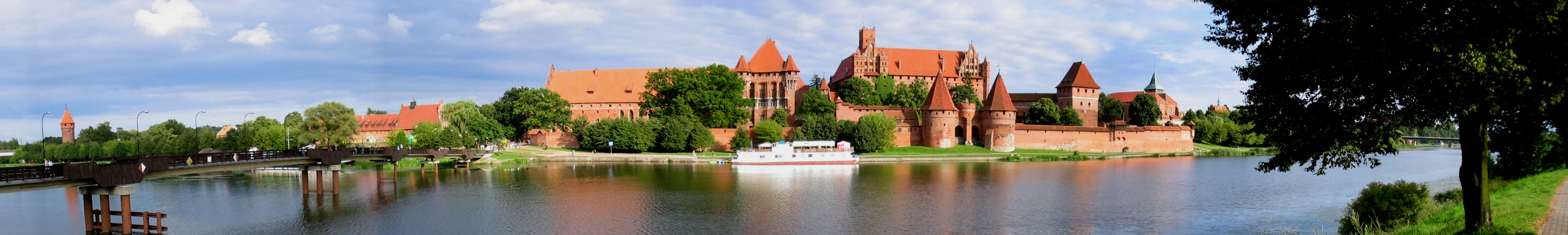
Ordensborgen Malbork

Det första av många krig mellan Tyska orden och Polen utbröt efter att Vladislav 1326 låtit allierade litauer tåga genom Polen för att angripa tyska byar. Detta följdes av ett fälttåg mot Polen lett av högmästaren Werner von Orseln följande år. De tidiga framgångarna avtog och han erbjöd Vladislav vapenvila vilken accepterades. Werner von Orseln påbörjade sedan ännu ett korståg mot Litauen och Samogitien tillsammans med Johan av Böhmen vilket gjorde att en stor del av ordensstyrkorna befann sig norröver när Vladislav bröt vapenvilan och drog in i Preussen. Johan av Böhmen som hade krav på den polska tronen gick därefter med i kriget på Tyska ordens sida. De allierade styrkorna invaderade därefter Polen och lyckades erövra provinsen Dobrzyn innan Vladislav bad om en ny vapenvila år 1330. Tyska orden gick därefter på ännu ett korståg mot Litauen och Samogitien.
Våren 1331 planerades ännu en offensiv av Vladislav, denna gång med hjälp av Ungern och Litauen. Innan de ungerska och litauiska trupperna gått till anfall gick orden till offensiv och intog tre borgar i norra Polen. När den polske kronprinsen Kasimir sedan återvände från Ungern med en stor mängd ungerska riddare gick Vladislav till motanfall, tågade in i Preussen och härjade landet. Han misslyckades dock med att förena sig med den litauiske härskaren Gediminas varvid de drog sig tillbaka. Vladislav hade därför inte tillräckligt med trupper för att inta några större städer och då orden inte ville se en fortsatt plundring av Preussen var båda sidor villiga att skriva under ännu ett vapenstillestånd.

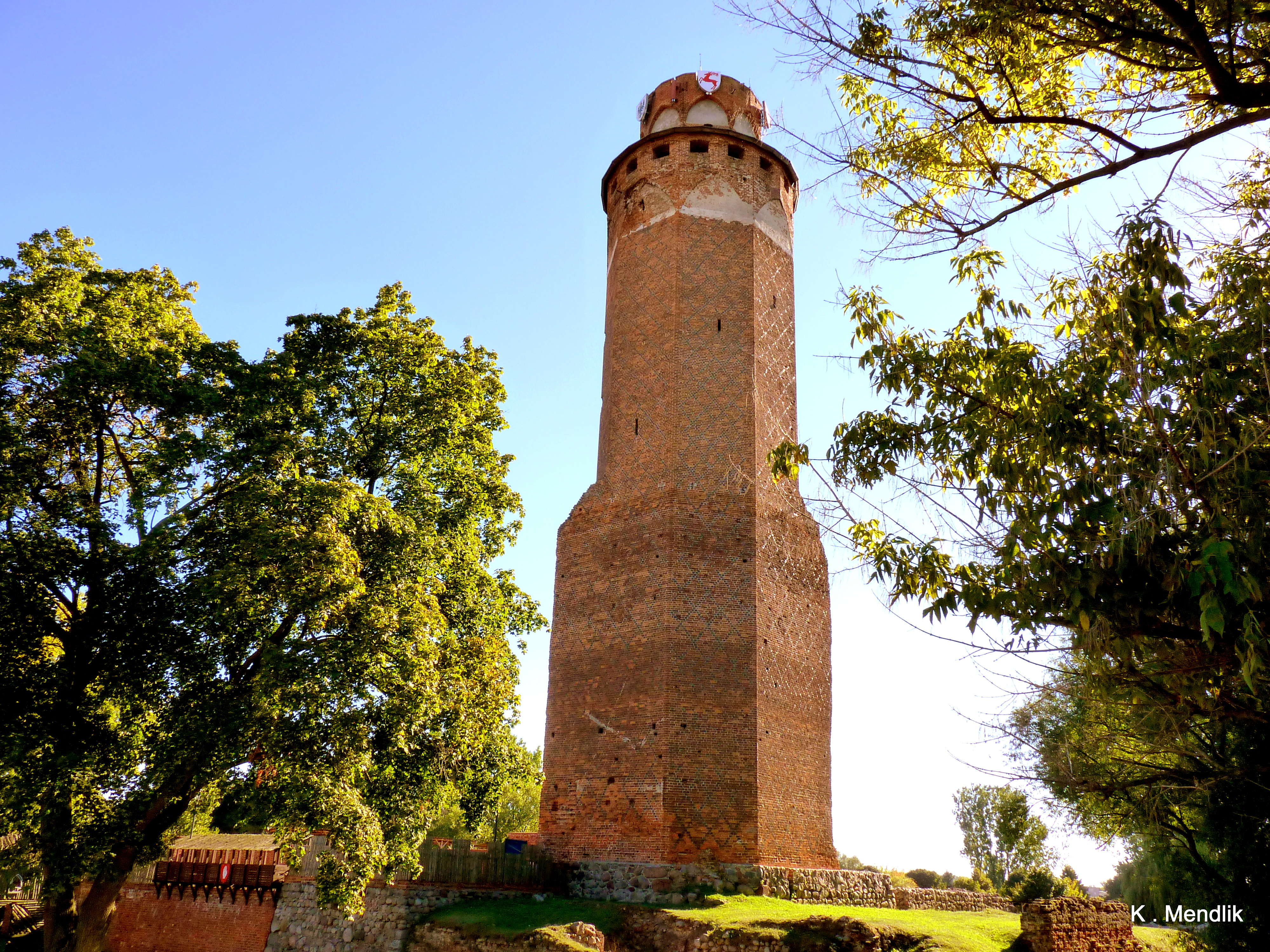
Ordenstornet i Brodnica

Snart bröt dock ännu ett krig ut. Tyska orden leddes då av den nya högmästaren Luther von Braunschweig eftersom Werner von Orseln tidigare mördats av en missnöjd ordensriddare. I början av kriget plundrade och härjade orden norra Polen samtidigt som Johan av Böhmen slogs mot polackerna i Schlesien men då ingen av de båda bundsförvanterna nådde några större framgångar på sina fronter bestämde de sig för att försöka förenas i Kalisz i september år 1331. De ungerska trupperna var dock fördröjda vilket gjorde att ordenstrupperna efter att ha väntat vid Kalisz drog sig tillbaka när stora mängder polska trupper började samlas. Ordensarmén, ledd av marskalk Dietrich von Altenburg, delades på tillbakavägen i tre delar, den svagaste ledd av von Altenburg själv. Denna trupp anfölls av Vladislav vid Plowce med full styrka varvid han efter en hård strid lyckades besegra ordensarmén. En del ordensriddare togs också till fånga, dock fruktade Vladislav att de snart skulle befrias och befallde därför att alla fångar utom befälhavarna skulle avrättas. Snart anlände också ordenssoldater ledda av komturen av Kulm och drev bort polackerna samt tog några hundra fångar. Dessa fångar avrättades dock när komturen fick se de avrättade ordensriddarna, von Altenburg hade dock låtits leva i egenskap av befälhavare. Ordenstrupperna förföljde sedan polackerna men lyckades inte med att ta mer än ett hundratal mindre betydelsefulla fångar.
Efter detta nederlag dröjde det till påsken 1332 innan Tyska orden gjorde ännu en offensiv, denna gång intogs stora områden i norra Polen. Därefter följde inga större offensiver och 1335, efter att Vladislav dött och efterträtts av Kasimir som kung av Polen och Luther von Braunschweig dött och ersatts av Dietrich von Altenburg, försökte man nå en överenskommelse i Visegrád i Ungern. Detta försök misslyckades dock och det var inte förrän 1343 i freden i Kalisz som man lyckades säkerställa en längre fred mellan Tyska orden och Polen.

### Litauen
Tyska orden kom i krig med litauerna redan vid erövringen av Preussen och lyckades efter en del framgångar få den litauiske ledaren Mindaugas att övergå till kristendomen. Mindaugas återgick dock till hedendomen under det tredje prusiska upproret vilket fick följden att litauerna förblev okristnade för lång tid framöver under vilken litauerna kom att vara i konflikt med orden. Konflikterna hade varierande orsaker, dock var Samogitien en ständigt återkommande konfliktpunkt.
Under storfursten Vytenis styre (1295-1316) växte Litauens makt vilket gjorde att landet kunde sätta in större styrkor mot orden. År 1311 drog ett litauiskt plundringståg genom ordenslandets östra del men besegrades på tillbakavägen. Vintern 1311-1312 gick istället en mindre ordensstyrka på offensiven och plundrade området kring Gardinas. Som svar på detta gick Vytenis själv in i Preussen och plundrade landet år 1312 men besegrades av Heinrich von Plötzke. Vytenis som överlevde slaget fortsatte dock att föra krig mot orden fram till sin död.
Orden kämpade under Litauens inre oroligheter under andra halvan av 1300-talet för att få en litauisk ledare som stödde både orden och kristendomen. Litauen förblev dock i konflikt med orden och inte förrän fredsavtalet i Sallinwerder, i vilken Tyska orden fick Samogitien, skrevs på 1398 blev det fred mellan orden och Litauen.

### Gotland

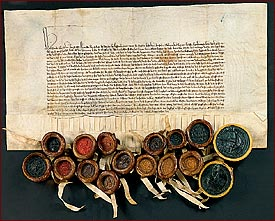
Avtal mellan Tyska orden och Gotland 1399

Under kriget mellan Albrekt av Mecklenburg och drottning Margareta hade sjörövare, kända under namnet vitaliebröderna, etablerat sig på Gotland. Dessas framfart drabbade Visbys borgare hårt och då dessa hade nära band till Tyska orden såg sig högmästaren Konrad von Jungingen nödsakad att ingripa. I mars 1398 landsteg således en ordensarmé bestående av 4000 man på ön. Öns befälhavare Sven Sture drog sig tillbaka till Visby men misslyckades med att mobilisera borgarna mot orden varvid det stod klart att han inte skulle kunna segra. Förhandlingarna mellan de bägge parterna började därför snart och den 5 april överlämnades Gotland till orden. Sven Sture lovades fritt avtåg och lämnade ön tillsammans med sina soldater, vilket även större delen av ordensarmén gjorde, endast 200 man lämnades kvar för att övervaka ön.
Drottning Margareta krävde snart att ön skulle överlämnas till unionen samtidigt som högmästaren krävde att orden skulle ersättas för de kostnader den tvingats stå för genom sin kontroll av ön. Förhandlingarna drog ut på tiden och drottning Margaretas tålamod tröt varvid hon ställde som ultimatum att ett avtal skulle ha ingåtts innan 11 november 1403, annars skulle hon återta ön med vapenmakt. Således kom danska styrkor att landstiga på ön och kunde påbörja en belägring av Visby i januari 1404. Det lilla antalet trupper som fanns i staden fick starkt stöd från stadens borgare och kunde därför åsamka unionsstyrkorna stora förluster under stormningsförsöket den 25 februari. De återstående unionsstyrkorna kom därefter att ställas mot den ordensarmé som anlände efterföljande månad. Då unionsstyrkorna uppfört skansar kring staden kom det att följa ett segdraget belägringskrig innan ett stilleståndsavtal kunde slutas i juli samma år. Unionsstyrkorna lämnade då ön som förblev under ordens kontroll ännu några år innan orden år 1408 avträdde ön till unionen i utbyte mot 9000 engelska nobler.

### Neumark
År 1402 köptes Neumark, den allra östligaste delen av Brandenburg, av kung Sigismund av Ungern som även var kurfurste av Brandenburg. Neumark var sedan en del av ordensstaten fram till 1454 då det såldes till kurfursten Fredrik II av Brandenburg.

## Ordensstatens nedgång

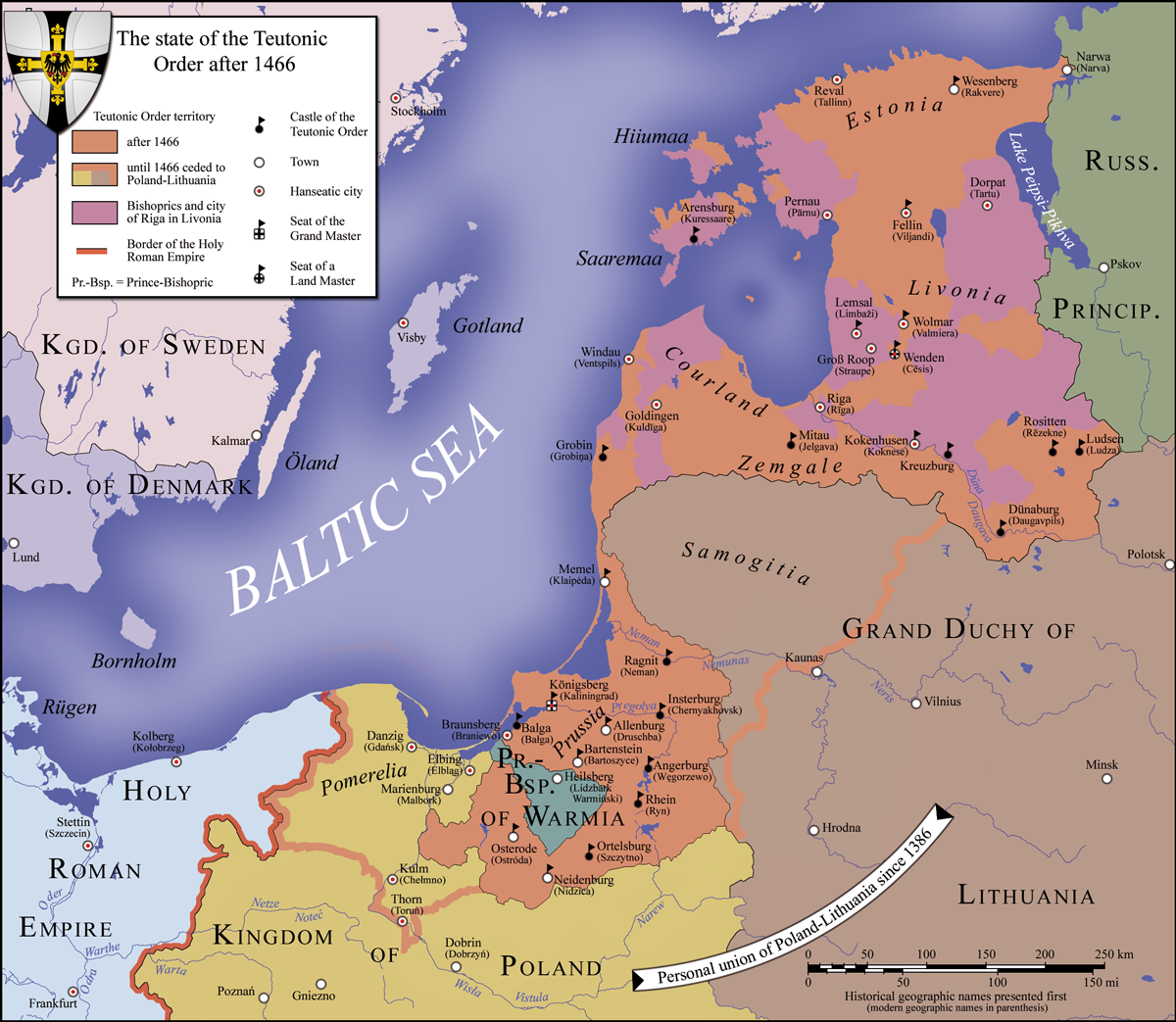
Tyska orden 1466.

Efter att Ulrich von Jungingen blivit högmästare år 1407 kom orden snart i konflikt med Polen-Litauen. År 1409 marscherade förenade polsk-litauiska styrkor under Jagello och Witold/Vytautis in i Preussen vilket ledde till slaget vid Tannenberg år 1410 där orden led ett katastrofalt nederlag och Ulrich von Jungingen dödades. Von Jungingen efterträddes av Heinrich von Plauen som lyckades rädda ordenslandet.

Slaget vid Tannenberg år 1410

År 1454 gjorde flera av de största preussiska städerna uppror mot orden och sökte stöd hos Polen. Följden blev ett tretton år långt krig som inte fick sitt slut förrän i freden i Thorn 1466. Orden tvingades då avstå Västpreussen och Kulmerland till Polen samt officiellt erkänna den polske kungens överhöghet. Därefter dröjde det till 1519 innan tyska orden kom i någon större konflikt med Polen igen. Denna gång försökte orden öka sin makt genom att gå med på Moskvas sida i dess krig mot Polen-Litauen. Orden hade dock inga större framgångar och tvingades snart att underteckna en vapenvila. Snart spreds protestantismen till ordenslandet som förlorades till de kringliggande makterna under resten av århundradet.
År 1525 konverterade högmästaren Albrekt till protestantismen samtidigt som han sekulariserade det preussiska ordenslandet, svor den polske kungen sin lydnad och blev hertig av Preussen. Den tyska och livländska delen av orden förblev dock för stunden den romerska-katolska kyrkan trogen och bevarade således en del av ordensstaten. Efter förlusten av Preussen följde en tid av omorganisering och fruktlösa försök att återfå det preussiska ordenslandet med hjälp av diplomatiska medel. Ett försök till att slå ihop orden med Johanniterorden gick också om intet år 1545. Istället skulle orden komma att försvagas ytterligare när mästaren av Livland, Gotthard Kettler 1561 även han konverterade till protestantismen samtidigt som han sekulariserade ordensstaten i Livland och blev hertig av Kurland och Semgallen under polsk överhöghet.

## Fortsatt existens
När ordensstaten sekulariserades och antog lutherdomen som statsreligion 1525, accepterades inte detta av ordens komturier (kyrkodistrikt) i Västeuropa. År 1527 övertogs därför titeln ordens högmästare av komturen/mästaren för ordens tyska kyrkoprovins.
Ordens högkvarter flyttades till Bad Mergentheim i Württemberg. År 1562 förlorades slutgiltigt Tyska ordens besittningar i Livland. Under de följande århundradena minskade ordens besittningar ytterligare.
År 1809 besegrade franske kejsaren Napoleon de tyska staterna och dess beskyddare, det österrikiska kejsardömet. Han upplöste det Tysk-romerska riket, samt upplöste Tyska orden inom det av honom skapade tyska Rhenförbundet, bestående av 36 allierade tyska småstater, varvid ordensbröderna fick en fristad i habsburgarnas österrikiska kejsardöme, Frankrikes arvfiende. År 1834 återupprättade kejsaren Frans I av Österrike orden i Wien som en kyrklig orden med verksamhet inom välgörenhet och sjukvård. År 1923 avsade sig den siste ordensriddaren sin riddarvärdighet och år 1927 erkände samtliga länder inom Österrike-Ungerns tidigare område Tyska orden som andlig orden; den ombildades 1929 av påven Pius XII, som fastställde det nya reglementet för Tyska orden, varigenom dess status som rent andlig munkorden klargjordes.
Efter Adolf Hitlers Anschluss av Österrike 1938 undertrycktes Tyska orden i landet. Detsamma hände i Mähren nästföljande år, dock var även härefter ordens sjukhus i Jugoslavien och Tyrolen verksamma. Samtidigt som Tyska orden undertrycktes av Nazityskland kom dock Nazistpartiet att skapa en militär utmärkelse med samma namn i ett försök att återskapa en tysk militär elit. Efter krigets slut återfick orden det territorium som nazisterna beslagtagit i Österrike, men tvingades samtidigt lämna Tjeckoslovakien. Därefter utökade den sin aktivitet i Tyskland samtidigt som den åter intog sitt gamla högkvarter i Venedig.

## Tyska orden idag
Idag finns Tyska orden representerad som en katolsk munkorden i Österrike, Tyskland, Tjeckien, Slovakien, Slovenien samt i Mellanöstern och tredje världen. Munkarna och nunnorna i Tyska orden sysselsätter sig främst med trosfrågor, själavård samt sjukvårds- och välgörenhetsfrågor. Man har även en avdelning i Wien som sysslar med historiska studier över orden och tar hand om ett omfattande arkiv samt ordens museum.

## Ordenstatens organisation
Ordensstaten i Baltikum och Polen var organiserad i 25 distrikt (komturier) uppbyggda kring en eller flera klosterborgar i tegel, bemannade med en kommendant och upp till 20 ordensriddare, 4-7 ordensmunkar samt ett stort antal underlydande pager och knektar, så kallade icke-edsvurna tjänande bröder. De lokala borgherrarna förfogade över distriktets både livegna och fria balter och slaver, fria tyska bönder och kolonisatörer samt lantadel och stadsbor. Samtliga komturiers borgherrar lydde i sin tur under en, av en inre krets, på livstid vald högmästare (tyska: Hochmeister), med fullständig makt över ordensstatens invånares religiösa, politiska och ekonomiska liv. Trots att de egentliga edsvurna ordensbröderna, som avlagt ordenslöftet om lydnad, asketism och kyskhet, aldrig var fler än 500 riddare och 125 munkar kunde de från slutet av 1200-talet grunda sin makt på ett av dem kontrollerat, monopoliserat och länge välmående näringsliv och en mycket välorganiserad effektiv krigsmakt bestående av drygt 3 000 icke-edsvurna tjänande bröder samt upp till 15 000 krigstjänstskyldiga livegna och vasaller. I nödfall kunde hären ökas till det dubbla med hjälp av legoknektar och korsfarare från de västeuropeiska länderna. Ordensriddarna månade om ett effektivt jordbruk och näringsliv.

## Ordens högmästare
1. Meister Sibrand 1190
2. Gerhard 1192
3. Heinrich 1193/94
4. Heinrich, praeceptor 1196
5. Heinrich Walpot 1198-1200
6. Otto von Kerpen 1200-08
7. Heinrich von Tunna gen. Bart 1208-09
8. Hermann von Salza 1209-39
9. Konrad von Thüringen 1239-40
10. Gerhard von Malberg 1240-44
11. Heinrich von Hohenlohe 1244-49
12. Gunther von Wüllersleben 1249-52
13. Poppo von Osterna 1252-56
14. Anno von Sangershausen 1256-73
15. Hartmann von Heldrungen 1273-82
16. Burchard von Schwanden 1283-90
17. Konrad von Feuchtwangen 1291-96
18. Gottfried von Hohenlohe 1297-1303
19. Siegfried von Feuchtwangen 1303-11
20. Karl von Trier 1311-24
21. Werner von Orseln 1324-30
22. Luther von Braunschweig 1331-35
23. Dietrich von Altenburg 1335-41
24. Ludolf König 1342-45
25. Heinrich Dusemer 1345-51
26. Winrich von Kniprode 1352-82
27. Konrad Zöllner von Rotenstein 1382-90
28. Konrad von Wallenrode 1391-93
29. Konrad von Jungingen 1393-1407
30. Ulrich von Jungingen 1407-10
31. Heinrich von Plauen 1410-13
32. Michael Küchmeister 1414-22
33. Paul von Rusdorf 1422-41
34. Konrad von Erlichshausen 1441-49
35. Ludwig von Erlichshausen 1450-67
36. Heinrich Reuß von Plauen 1467-70
37. Heinrich Reffle von Richtenberg 1470-77
38. Martin Truchseß von Wetzhausen 1477-89
39. Johann von Tiefen 1489-97
40. Friedrich von Sachsen 1498-1510
41. Albrecht von Brandenburg-Ansbach 1510-25
42. Walther von Cronberg 1527-43
43. Wolfgang Schutzbar gen. Milchling 1543-66
44. Georg Hund von Wenckheim 1566-72
45. Heinrich von Bobenhausen 1572-90/95
46. Maximilian von Österreich 1590/95-1618
47. Karl von Österreich 1618-24
48. Johann E. von Westernach 1625-27
49. Johann Kaspar von Stadion 1627-41
50. Leopold Wilhelm von Österreich 1641-62
51. Karl Josef von Österreich 1662-64
52. Johann Kaspar von Ampringen 1664-84
53. Ludwig Anton von Pfalz-Neuburg 1684-94
54. Franz Ludwig von Pfalz-Neuburg 1694-1732
55. Clemens August Wittelsbach von Bayern 1732-61 (dotterson till den polske kungen Jan III Sobieski)
56. Karl Alexander von Lothringen 1761-80
57. Maximilian Franz von Österreich 1780-1801
58. Karl Ludwig von Österreich 1801-04
59. Anton Victor von Österreich 1804-35
60. Maximilian Joseph von Österreich 1835-63
61. Wilhelm von Österreich 1863-94
62. Eugen von Österreich 1894-1923
63. Bischof Dr. Norbert Klein 1923-33
64. Paul Heider 1933-36
65. Robert Schälzky 1936-48
66. Martin Tumler 1948-70
67. Ildefons Pauler 1970-88
68. Arnold Othmar Wieland 1988-2000
69. Bruno Platter 2000-